# (7739) Čech
(7739) Čech ist ein Asteroid des Hauptgürtels, der am 14. Februar 1982 vom tschechischen Astronomen Ladislav Brožek am Kleť-Observatorium (IAU-Code 688) nahe der Stadt Český Krumlov in Südböhmen entdeckt wurde.
Der Asteroid wurde am 2. April 1999 nach dem tschechischen Mathematiker Eduard Čech (1893–1960) benannt, dessen Hauptgebiet die projektive Differentialgeometrie war.